# Peter Knubel
Pour les articles homonymes, voir Knubel.
Peter Knubel est un guide de haute montagne suisse, né en 1832, à Saint Nicolas (canton du Valais) où il est mort le 6 avril 1919.

## Biographie
Les Knubel sont une grande famille de guides. Leur ancêtre Niklaus Peter, originaire de Gressoney-La-Trinité dans le Val d'Aoste, s'était installé à Saint-Nicolas dans la première moitié du XVIIIe siècle. Peter était l'ainé de cinq frères dont trois, Niklaus, Johann et Peter-Josef moururent le 6 septembre 1877 avec leurs clients W. A. Lewis et N. H. Paterson, emportés par la chute d'une corniche sur l'arête sommitale du Lyskamm. Il eut quatre fils, Salomon qui fut emporté par une avalanche au Wetterhorn en 1902, Cesar, Rudolf, et le célèbre Joseph Knubel. Il fit également de nombreuses courses avec son beau-frère Johann Petrus, qui se tua le 19 juillet 1882 à l'aiguille Blanche de Peuterey avec le biologiste anglais Francis Maitland Balfour.

## Alpinisme
La seconde moitié du XIXe siècle fut l'âge d'or de la conquête des Alpes, pendant laquelle presque tous les sommets furent gravis, pour la plupart par des Britanniques accompagnés de guides suisses, parmi lesquels ceux de Saint-Nicolas : Josef Marie Lochmatter (de) (1833 – 1882), Peter Knubel, son cousin Josef Imboden (1840 – 1925) et Alois Pollinger (1844 – 1910). 
Les 24 et 25 juillet 1868, Peter Knubel et Josef Marie Lochmatter avec leur client le révérend Julius Marshall Elliot firent la sixième ascension du Cervin, répétant pour la première fois l'arête du Hörnli, itinéraire de la dramatique première ascension de Whymper et ses compagnons en 1865 (les autres ascensions s'étant faite par l'arête du Lion du côté italien). 
Il participa en 1868 à la construction la première cabane du Cervin. Le 15 septembre 1869, il fit la première ascension de l'arête nord (ou Triftjigrat) du Breithorn avec C. Ruppen et R. Fowler. En 1874, il fut le premier guide suisse d'une expédition au Caucase, qui fit la première ascension du point culminant de l'Elbrouz (menant les Anglais Horace Walker et Frederick Gardiner avec le guide balkar Akhia Sottaiev). En 1881, il fit une tentative à la dent du Géant avec le guide Johann Petrus. Trois de ses frères périrent au Lyskamm avec leurs deux clients, en 1877.
Dans le massif des Écrins, il participa aux premières ascensions des Rouies le 18 juin 1873 et de la Roche Faurio le 21 juin 1873 avec T. Cox, F. Gardiner, R. et W. M. Pendlebury, C. Taylor et les guides Hans et Peter Baumann, et Josef Marie Lochmatter. 
Le 18 août 1873, avec Marco Maglionini, Albert de Rothschild et les guides Nicolas Knubel et Édouard Cupelin et 3 porteurs, il fit la première ascension de la Corno Nero (Schwarzhorn) au mont Rose.